# Cecilia de la Fuente de Lleras
Cecilia de la Fuente de Lleras, née de la Fuente Cortés, le 7 octobre 1916 à Barcelone et morte le 2 mars 2004 à Bogota, est l'épouse de Carlos Lleras Restrepo, 22e président de la république de Colombie entre le 7 août 1966 et le 7 août 1970,.
En tant que première dame de Colombie, elle se distingue par son engagement envers les enfants, étant avec son épouse cofondatrice de l'Institut colombien du bien-être familial, obtenant le degré de grand-croix de l'Ordre de Boyacá en reconnaissance de son travail.